# Jueus de Rusape
Els jueus de Rusape, localitzats a Zimbàbue són un grup de prop de 4.000 persones que practiquen un judaisme únic. Aquestes persones creuen que són descendents de les tribus perdudes d'Israel, exiliat de la pàtria jueva pels assiris el 722 aC. La seva observança del judaisme en general concorda amb la d'incorporar el judaisme practicat en altres països amb l'excepció d'alguns aspectes clau. Els Rusape, encara que creuen que Jesús no era el Messies, el consideren un profeta. Ells creuen que no va ascendir al cel com s'ensenya en el cristianisme, sinó més aviat fos enterrat a Israel com un home jueu. Per tant, el seu reconeixement com a legítim jueus s'ha vist obstaculitzat, ja que el judaisme no creu en Jesús, en qualsevol context. Els orígens de la comunitat s'atribueixen a un individu conegut com a William S. Crowdy, que va arribar a la comunitat al final del segle xix o al principi del segle xx.

## Història
Crowdy era un baptista diaca i era un antic esclau d'Amèrica. Hom creu que Crowdy experimentat una revelació en la qual se li va dir que els africans i afroamericans són els descendents de les tribus perdudes d'Israel i que havia d'iniciar el retorn dels pobles negres al judaisme. Es van establir al sud d'Àfrica i va donar instruccions als seus seguidors en les lleis i els costums del judaisme.
Una història més antiga de la comunitat rau en la creença que són descendents de tribus jueves del Iemen, que van creuar Àfrica. Cal assenyalar que els Lemba, un grup que també creuen que són descendents dels antics jueus, creuen que els seus avantpassats també van arribar fins al sud d'Àfrica a través del Iemen. Els rusapes creuen que tots els pobles bantu són descendents de les deu tribus perdudes d'Israel.